# Jean-Michel Girard
Jean-Michel Girard CRB (* 1948) ist ein Schweizer römisch-katholischer Priester, ehemaliger Generalpropst der Kongregation der Chorherren vom Großen Sankt Bernhard, sowie Abtprimas der Konföderation der Augustiner-Chorherren.

## Leben
Jean-Michel Girard legte 1968 die Profess im Hospiz auf dem Grossen St. Bernhard ab. Am 27. September 1974 wurde er zum Priester geweiht. Anschliessend war er von 1980 bis 1992 Prior des Hospizes Grand-Saint-Bernard, dann Pfarrer von 1992 bis 2004 in Martigny und von 2004 bis 2015 in Orsières im Kanton Wallis.
Am 29. Oktober 2014 wurde er von der Vollversammlung der Kongregation der Chorherren vom Großen Sankt Bernhard zum Generalpropst gewählt. Am 4. Januar 2015 erhielt er die Abtbenediktion. Von 11. Oktober 2016 bis 4. August 2022 war er Abtprimas der Konföderation der Augustiner-Chorherren. Von September 2022 bis 2023 hatte Girard das Amt des Präsidenten der Vereinigung der Höheren Ordensobern der Schweiz inne. Am 19. April 2023 trat er als Generalpropst zurück. Papst Franziskus ernannte ihn am 28. November 2023 zum Apostolischen Administrator sede plena et ad nutum Sanctae Sedis der Abtei Saint-Maurice, nachdem Abt-Primas Jean César Scarcella und Prior Roland Jaquenoud sich aufgrund eines Missbrauchsskandals aus deren Leitung zurückgezogen hatten. Am ersten Fastensonntag 2025 nahm Scarcella sein Amt wieder auf, nachdem das Dikasterium für die Bischöfe der Entscheidung der Schweizer Staatsanwaltschaft gefolgt ist, das kirchenrechtliche Verfahren einzustellen. Zugleich endete damit das Mandat des Apostolischen Administrators.